# Prosta stopa zwrotu
Prosta stopa zwrotu określana jako SRR (z ang. Simple rate of return) – stosunek „korzyści netto uzyskanych dzięki inwestycji w danym okresie, najczęściej roku, do zaangażowanego w nią kapitału (nakładu inwestycyjnego)”. 
W najogólniejszym ujęciu wzór składa się z ilorazu powyżej wymienionych czynników:
{\displaystyle R=KN:I*100\%}
gdzie: R – stopa zwrotu; KN – korzyść (zysk) netto; I – kapitał (nakład) inwestycyjny
Algorytm pozwala na uzyskanie dwóch postaci wyniku, z czego jedna bierze pod uwagę zarówno kapitał własny, jak i obcy, których połączenie nazywane jest całkowitym nakładem inwestycyjnym (ROI), natomiast druga wyłącznie kapitał własny (ROE).
Prosta stopa zwrotu podobnie jak okres zwrotu, nie uwzględnia w swych kalkulacjach wartości pieniądza w czasie, czyli dyskonta przyszłych przepływów pieniężnych.
Metoda prostej stopy zwrotu, w odróżnieniu od okresu zwrotu, nie opiera się na przepływach pieniężnych, tylko na księgowym zysku operacyjnym. Założeniem jest w tym przypadku oszacowanie przychodów, które będą generowane na skutek dokonanej inwestycji oraz odjęcie od nich tych kosztów operacyjnych, które powstają w związku z daną inwestycją i jej eksploatacją.
W ten sposób dochodzi się do zysku operacyjnego, jaki będzie w przyszłości generowała dana inwestycja. Zyski operacyjne w poszczególnych latach są następnie zestawiane z wartością inwestycji.